# Mijaíl Speranski
Mijaíl Mijáilovich Speranski (Михаи́л Миха́йлович Спера́нский) (12 de enero de 1772 – 23 de febrero de 1839) fue un jurista y consejero áulico ruso, uno de los que más influyeron en el conato de reforma del Imperio ruso bajo el mandato del zar Alejandro I. Llamado "el padre del liberalismo ruso", fue después consejero del zar Nicolás I. Apreciado amigo de Napoleón, fue además un importante opositor político de Alejandro Shishkov.

## Primeros años
Speranski nació el 12 de enero de 1772 en Chérkutino, gobernación de Vladímir (en la actualidad, óblast de Vladímir), Imperio ruso, siendo su padre un humilde sacerdote rural.
Cursó estudios en los seminarios de Vladímir y San Petersburgo. Durante su vida en el seminario adoptó el apellido Speranski (el apellido de familia era Tretiakov), tomado del latín "sperare" ("tener esperanza"). Fue un alumno brillante y al concluir sus estudios desempeñó el puesto de profesor de Matemáticas y Física en el seminario de San Petersburgo. 
En 1798, contrajo matrimonio con la inglesa Elizabeth Jane Stephens, quien murió de tuberculosis al año siguiente. De esta unión nació una niña, Elizaveta Mijáilovna Speránskaya.
En 1802, sus grandes aptitudes intelectuales y su gran capacidad de clara escritura le valieron una recomendación para trabajar en la corte de los zares con el cargo de secretario del ministro de interior, el kniaz Víktor Kochubéi (Viktor Kochubey). Ascendió rápidamente y en 1807 se convirtió en el asistente personal del zar Alejandro I, quien lo llevó consigo al Congreso de Erfurt de 1808. Consiguió persuadir al zar de la necesidad de reformas liberalizadoras en Rusia, pero a mediados de 1811 empezó a declinar su privanza y esas reformas se pospusieron indefinidamente en lo sustancial.

## Reformas
En 1802, Speranski había escrito su primera gran obra, Sobre las Leyes Fundamentales del Estado, un esbozo de una constitución rusa donde formula como tesis que los poderes de la monarquía necesitaban estar limitados, restringidos y regulados por la sociedad o, más exactamente, por una nobleza que debía ser autoconsciente y poderosa, mediante un sistema de varias cámaras o dumas. Durante el Congreso de Erfurt, Speranski y Napoleón habían discutido una posible reforma administrativa rusa y Speranski imaginó un sistema constitucional cuyo soporte fundamental era la asamblea cantonal (la vólost), la cual elegía la duma del distrito; las dumas de los distritos elegían la provincia o el gobierno, y estos elegían la Duma del Imperio. Como potencia mediadora entre el autócrata y la Duma, debía haber designado un Consejo de Estado.
A partir de este plan, nació el Consejo de Estado del Imperio ruso en enero de 1810. El Consejo dominó la historia preconstitucional de Rusia en el siglo XIX y en los primeros años del XX. La Duma Imperial de Rusia, creada en 1905, y la institución de autogobierno local, el zemstvo, creada en 1864, fueron dos de las reformas propuestas por él. El plan de Speranski también contribuyó a las constituciones otorgadas por Alejandro I al Gran ducado de Finlandia y el Zarato de Polonia (véase Cuestión polaca#El Levantamiento de Noviembre), mientras que el Imperio ruso propiamente dicho careció de una constitución hasta que Nicolás II no otorgó la Constitución rusa de 1906.
En 1832, bajo su dirección fue elaborado el Cuerpo de leyes del Imperio ruso (Свод законов Российской империи) en 15 tomos, que sistematizaba el conjunto de las leyes existentes bajo epígrafes temáticos para sustituir el Sobórnoye ulozhéniye, vigente desde 1649.